# 馬湖萬壽寺
馬湖萬壽寺位於四川省屏山縣錦屏鄉，文物遺址年代判定為明。1991年4月16日公佈為四川省第三批文物保護單位。

## 簡介[2]
萬壽寺位於屏山縣城東1公里處，背倚錦屏山，前臨金沙江。該寺始建於金大定時(1161～1189年)，元皇慶元年(1312年)重建，明清兩代均進行過培修。萬壽寺在明代曾為馬湖府掌佛教的僧官——僧綱司正都寓所，因郡守常在此舉行慶典，祈求福壽，故名萬福寺。明正德十年(1515年)知府趙時吉進行擴建後，改名萬壽寺。萬壽寺原有山門、大雄殿、觀音閣及廂房等幾部分，現僅存大雄殿及觀音殿。兩殿處於同一南北軸線上，間距約5米，同為木結構重檐歇山式頂，上覆灰色筒瓦，間有琉璃瓦，坡度較平。大雄殿位於觀音閣前台坎下，抬梁式結構，面闊3間12．5米，進深3間12米，通高12米。殿橫額有「大雄寶殿」匾，為清嘉慶屏山知縣黃翰章所書。檁樑上還保存有明清培修該寺的題記三處。觀音殿面闊3間12米，進深3間12米，通高12米。下檐前後各施斗拱8朵，左右各7朵；上檐四周斗拱疊架成網目狀，殿內梁架正脊兩端，各有一個「叉手」，斗拱後用「替木」當心間36斗拱挑成八角藻井向上疊加至屋頂，藻井四周樑柱飾彩繪，頂部曾置銅鏡一面。殿內原塑有彩繪諸神，今左殿尚保存多尊，但多已殘損，僅1尊完好。